# Тупољев АНТ-17
Тупољев АНТ-17/ТШБ  или (Tupoljev ANT-17/Tupoljev TŠB), (рус. Туполев АНТ-17/ТШБ), је био нереализовани пројект совјетског двомоторног јуришног бомбардера једнокрилаца из периода раних 1930-их година. Пројектовао га је ОКБ 156 Тупољев (Опитни Конструкциони Биро - Тупољев), у периоду од 1928. до 1933.

## Пројектовање и развој
Још у децембру 1928. године постојала је идеја да се прави оклопљени авион. Први покушај је био да се од авиона извиђача П ЗЛД који се у то време масовно производио, направи такав авион. Нажалост тај авион није могао да поднесе терет оклопа и бомби. Због тога се прешло на модификацију знатно снажнијег авиона Тупољев АНТ-4/ТБ-1, а пројект је добио радни назив АНТ-17 и војну ознаку ТШБ. Пројект је рађен у ОКБ 156 Тупољев (Опитни Конструкциони Биро - Тупољев), а пројектант је био А. Н. Тупољев. Намена авиона је била подршка сувоземним трупама у борби а требало је да буде добро наоружан топовима и митраљезима и да понесе око 1.500kg бомби.

### Технички опис
Авион Тупољев АНТ-17/ТШБ је веома сличан авиону Тупољев АНТ-4 требало је да буде нискокрилни једнокрилац потпуно металне конструкције (носећа структура од челичних профила и цеви а оплата од таласастог алуминијумског лима, оплата од таласастог лима даје додатну торзиону крутост авиону), са два клипно елисна мотора, који су постављени на крилима авиона. Сваки мотор има дрвене двокраке елисе са фиксним кораком. За АНТ-17/ТШБ су били предвиђени мотори Isotta Fraschim ASSO снаге 597 kW, линијски мотори V распореда хлађени течношћу. Авион је требало да има фиксни (неувлачећи) стајни трап са по једним точком (димензија 1250 x 250 mm) са сваке стране смештана испод крила авиона, трећа ослона тачка је дрљача који се налази на репу авиона. Труп авиона је правоугаоног попречног пресека. Авион је опремљен дуплим командама, а требало је да пилоти седе један поред другог у затвореном кокпиту. Такође је требало да стрелци буду у затвореним турелама један у носу авиона, а други иза кабине пилота и репа авиона. За разлику од Тупољев АНТ-4 било је предвиђено да авион буде оклопљен. Оклопом од 3,5 до 4,5 mm је предвиђено да буду заштићени сви витални делови авиона, посада, мотори и резервоари горива. Прорачуни показују да је оклоп требало да буде тежак око 1.000 kg, док би од тога 380 kg истовремено била и структура авиона.

## Наоружање
| Наоружање авиона: Тупољев АНТ-17/ТШБ |                          |
| Ватрено (стрељачко) наоружање        |                          |
| Топ                                  |                          |
| Број и ознака топа                   | 1 х безтрзајни топ АПК-4 |
| Број граната                         | 16                       |
| Калибар                              | 76                       |
| Митраљез                             |                          |
| Број и ознака митраљеза              | 4 х ПВ-1 и 2 х ДА        |
| Калибар                              | 7,62                     |
| Бомбардерско наоружање (бомбе)       |                          |
| Укупна маса                          | 800                      |
| Ракетно наоружање (ракете)           |                          |

## Оперативно коришћење
Пројект авиона Тупољев АНТ-17/ТШБ је напуштен (прекинут од стране Команде ВВ) и пре израде прототипа у корист развоја авиона Тупољев АНТ-18 (који је такође напуштен). Пројект је остао само на папиру.